# Норт-Бенд (Вісконсин)
Норт-Бенд (англ. North Bend) — місто (англ. town) в США, в окрузі Джексон штату Вісконсин. Населення — 491 особа (2020).

## Демографія
Згідно з переписом 2010 року, у місті мешкало 488 осіб у 194 домогосподарствах у складі 141 родини. Було 215 помешкань
Расовий склад населення:
| - 99,2 % — білих |

До двох чи більше рас належало 0,8 %. Частка іспаномовних становила 0,4 % від усіх жителів.
За віковим діапазоном населення розподілялося таким чином: 23,4 % — особи молодші 18 років, 61,2 % — особи у віці 18—64 років, 15,4 % — особи у віці 65 років та старші. Медіана віку мешканця становила 43,7 року. На 100 осіб жіночої статі у місті припадало 99,2 чоловіків;  на 100 жінок у віці від 18 років та старших — 107,8 чоловіків також старших 18 років.
Середній дохід на одне домашнє господарство  становив 70 209 доларів США (медіана — 59 375), а середній дохід на одну сім'ю — 80 565 доларів (медіана — 67 321). Медіана доходів становила 42 143 долари для чоловіків та 37 500 доларів для жінок. За межею бідності перебувало 7,7 % осіб, у тому числі 17,6 % дітей у віці до 18 років та 12,5 % осіб у віці 65 років та старших.
Цивільне працевлаштоване населення становило 242 особи. Основні галузі зайнятості: освіта, охорона здоров'я та соціальна допомога — 26,9 %, виробництво — 12,4 %, сільське господарство, лісництво, риболовля — 12,4 %.